# Зеременка
Зеременка, Зереминка — річка в Україні, у Звягельському районі Житомирської області. Права притока Смолки (басейн Прип'яті).

## Опис
Довжина річки 11 км, похил річки — 1,3 м/км. Формується з двох безіменних струмків. Площа басейну 33,6 км².

## Розташування
Зеременка бере свій початок на північно-східній стороні від села Озерянка. Спочатку тече в північно-східному напрямку через село Йосипівка. У селі Зеремля повертає на північний захід і в межах села Суємці впадає в річку Смілку, притоку Случі.

## Цікавий факт
На північно-східній околиці села Йосипівка річку перетинає автомобільна дорога Т 0601.